# Pyramide von Edfu-Süd
Die Pyramide von Edfu-Süd gehört zusammen mit den Pyramiden in Elephantine, El-Kula, Ombos, Saujet el-Meitin, Seila und Sinki zu einer Gruppe von insgesamt sieben sehr ähnlichen kleinen Stufenpyramiden, die alle fernab der großen Zentren Ägyptens errichtet wurden und über die sehr wenig bekannt ist. Sie befindet sich etwa fünf Kilometer südlich von Edfu in der Nähe des Dorfes Naga el-Ghoneimeya. Als Pyramide identifiziert wurde sie erst 1979, als die deutschen Archäologen Günter Dreyer und Werner Kaiser nach einem Hinweis des Inspektors von Edfu ein Survey durchführten. Weitere Untersuchungen und umfangreiche Surveys werden seit 2010 vom Oriental Institute der University of Chicago durchgeführt.

## Daten
Die Pyramide hat laut den Angaben von Dreyer und Kaiser eine Seitenlänge von 35 bis 36 Ellen, was etwa 18,30 bis 18,80 Meter entspricht. Ihre Höhe beträgt heute noch 4,90 Meter. Sie besteht aus einem Kernbau von etwa 8,30 Meter Seitenlänge, um den herum zwei Schalen von je vier Ellen Dicke angeordnet sind. Dreyer und Kaiser nehmen an, dass die Pyramide einst drei Stufen hatte. Der Böschungswinkel ließ sich nicht genau bestimmen, er dürfte wohl zwischen 10° und 14° liegen. Die Pyramide ist annähernd nach Norden ausgerichtet, dürfte sich aber, wie die anderen oben genannten Pyramiden, primär am Verlauf des Nils orientieren. Als Baumaterial diente graublau-rötlicher Sandstein von lokaler Herkunft. Die einzelnen Blöcke sind nur grob behauen und haben eine durchschnittliche Dicke von 30 cm, die größten Exemplare messen 60 mal 80 cm. Als Mörtel diente eine Mischung aus Ton und Sand.

## Bau und Funktion
Erbauer und Funktion der Pyramide sind unbekannt. Dreyer und Kaiser halten sie, sowie die anderen oben genannten Pyramiden für ein zusammenhängendes Bauprojekt von Pharao Huni, dem letzten Herrscher der 3. Dynastie. Andrzej Ćwiek sieht dies ähnlich, vermutet als Bauherrn allerdings Hunis Nachfolger Snofru (um 2670–2620 v. Chr.), den Begründer der 4. Dynastie. Die Spekulationen über die Funktion der Pyramiden reichen von einer Repräsentationsstätte des Königs über eine Darstellung des Urhügels oder ein Symbol der politischen und religiösen Einheit des Landes bis hin zu Kenotaphen der königlichen Gemahlinnen.